# KF Gjilani
KF Gjilani is een Kosovaarse voetbalclub uit Gjilan. De club werd in 1945 opgericht als FK Crvena Zvezda Gnjilani.
In 1995 wijzigde de naam naar SC Gjilani. Dat jaar nam de club voor het eerst deel aan de Kosovaarse profcompetitie. Ondanks problemen met de organisatie slaagde men erin de club overeind te houden. Na de onafhankelijkheidsoorlog werd de huidige naam aangenomen. In 2000 won de club de Kosovaarse Cup en Supercup. Daarnaast promoveerde de club naar het hoogste niveau, de Liga e Pavarur e Kosovës, waar ze sindsdien spelen. In 2020 behaalde de club de 2e plaats in de liga waardoor het debuteerde in de UEFA Europa League van het seizoen 2020/21.

## Erelijst
- Kupa e Kosovës

1999/2000
- Super Kupës së Kosovës

1999/00
- Srpska liga

1962/63, 1984/85, 1987/88

## Europa
Uitslagen vanuit gezichtspunt SC Gjilani
| Seizoen | Competitie        | Ronde     | Land                | Club               | Totaalscore | 1e W       | 2e W    | PUC |
| ------- | ----------------- | --------- | ------------------- | ------------------ | ----------- | ---------- | ------- | --- |
| 2020/21 | Europa League     | Voorronde | Vlag van San Marino | SP Tre Penne       | 3-1         | 3-1 (U)    |         | 2.0 |
|         |                   | 2Q        | Vlag van Cyprus     | APOEL Nicosia      | 0-2         | 0-2 nv (T) |         | 2.0 |
| 2022/23 | Conference League | 1Q        | Vlag van Letland    | FK Liepāja         | 2-3         | 1-0 (T)    | 1-3 (U) | 1.0 |
| 2023/24 | Conference League | 1Q        | Vlag van Luxemburg  | Progrès Niederkorn | 2-4         | 2-2 (U)    | 0-2 (T) | 0.5 |

Totaal aantal punten voor UEFA coëfficiënten: 3.5
Zie ook
- Deelnemers UEFA-toernooien Kosovo
- Ranglijst van alle clubs die in de diverse Europa Cups zijn uitgekomen

Ballkani ·
Drenica ·
Drita ·
Dukagjini ·
Ferizaj ·
Gjilani ·
Llapi ·
Malisheva ·
Prishtina · 
Prishtina e Re